# Columbia (Mississipi)
Columbia és una població dels Estats Units a l'estat de Mississipi. Segons el cens del 2000 tenia 6.603 habitants.

## Demografia
Segons el cens del 2000, Columbia tenia 6.603 habitants, 2.497 habitatges, i 1.620 famílies. La densitat de població era de 399 habitants per km².
Dels 2.497 habitatges en un 29,5% hi vivien nens de menys de 18 anys, en un 41,5% hi vivien parelles casades, en un 19,7% dones solteres, i en un 35,1% no eren unitats familiars. En el 32,4% dels habitatges hi vivien persones soles el 18,1% de les quals corresponia a persones de 65 anys o més que vivien soles. El nombre mitjà de persones vivint en cada habitatge era de 2,38 i el nombre mitjà de persones que vivien en cada família era de 3,01.
Per edats la població es repartia de la següent manera: un 23,9% tenia menys de 18 anys, un 10% entre 18 i 24, un 26% entre 25 i 44, un 19,3% de 45 a 60 i un 20,8% 65 anys o més.
L'edat mediana era de 38 anys. Per cada 100 dones de 18 o més anys hi havia 83,7 homes.
La renda mediana per habitatge era de 19.644 $ i la renda mediana per família de 28.493 $. Els homes tenien una renda mediana de 28.173 $ mentre que les dones 17.847 $. La renda per capita de la població era de 12.592 $. Entorn del 24,5% de les famílies i el 29,7% de la població estaven per davall del llindar de pobresa.

## Poblacions més properes
El següent diagrama mostra les poblacions més properes.